# Отер Крик (Флорида)
Отер Крик (енгл. Otter Creek) град је у америчкој савезној држави Флорида. По попису становништва из 2010. у њему је живело 134 становника.

## Демографија
Према попису становништва из 2010. у граду је живело 134 становника, што је 13 (10,7%) становника више него 2000. године.
| Група             | 2000.       | 2010.       |
| Белци             | 110 (90,9%) | 126 (94,0%) |
| Афроамериканци    | 4 (3,3%)    | 4 (3,0%)    |
| Азијати           | 0 (0,0%)    | 0 (0,0%)    |
| Хиспаноамериканци | 6 (5,0%)    | 3 (2,2%)    |
| Укупно            | 121         | 134         |